# Shota Fukuoka
Shota Fukuoka (福岡 将太 Fukuoka Shota?, nacido el 24 de octubre de 1995 en Tokio) es un futbolista japonés que se desempeña como defensa en el Gamba Osaka de la J1 League.

## Trayectoria

### Clubes
| Club                | País  | Año         |
| ------------------- | ----- | ----------- |
| Shonan Bellmare     | Japón | 2014        |
| J. League sub-22    | Japón | 2014        |
| Fukushima United FC | Japón | 2015 - 2016 |
| Tochigi SC          | Japón | 2017 - 2018 |

## Estadística de carrera

### J. League
| Club                | Año   | J. League | J. League | Copa J. League | Copa J. League | Total | Total |
| Club                | Año   | Part.     | Goles     | Part.          | Goles          | Part. | Goles |
| ------------------- | ----- | --------- | --------- | -------------- | -------------- | ----- | ----- |
| Shonan Bellmare     | 2014  | 0         | 0         | -              | -              | 0     | 0     |
| J. League sub-22    | 2014  | 2         | 0         | -              | -              | 2     | 0     |
| Fukushima United FC | 2015  | 12        | 0         | -              | -              | 12    | 0     |
| Fukushima United FC | 2016  | 14        | 1         | -              | -              | 14    | 1     |
| Tochigi SC          | 2017  | 20        | 0         | -              | -              | 20    | 0     |
| Total               | Total | 48        | 1         | 0              | 0              | 48    | 1     |